# صنع في مصر (فلم)
صنع في مصر هو فيلم كوميدي مصري من إنتاج عام 2014،من إنتاج شركة نيوسينشري للإنتاج الفني وإخراج عمرو سلامة وبطولة أحمد حلمي وياسمين رئيس وإدوارد.

تاريخ عرض الفيلم يوافق عيد الفطر لسنة 1435 هـ. وقصته مأخوذة عن الفيلم الأمريكي تيد النُمنتج عام 2012.

## قصة الفيلم
تدور الأحداث حول شاب بلا هدف أو طموح، تقوم أخته الصغيرة بالدعاء عليه، فتصيبه بلعنة يحاول التخلص منها حيث يتحول إلى باندا، ليمر برحلة تعلمه الكثير. ويتناول الفيلم العلاقات الاجتماعية الزائفة التي يصنعها البعض عبر فيس بوك، مما يؤثر بشكل ملحوظ على العلاقات الإنسانية والشخصية الحقيقية والتي كانت تأتي عبر تبادل الزيارات بين الأقارب والأصدقاء.

## سرقة الفيلم
تمت سرقة الفيلم بجودة عالية كما صرح المنتج أحمد بدوي المدير العام لشركة نيوسينشري للإنتاج الفني ان خسارة الفيلم سوف تفوق الـ15 مليون جنيه مصري.

## الممثلون
- أحمد حلمي بدور علاء
- ياسمين رئيس بدور علا
- دلال عبد العزيز بدور هدي والدة علاء
- إدوارد بدور الدكتور اشرف
- بيومي فؤاد بدور إبراهيم زوج هدي
- نور عثمان بدور طمطم اخت علاء

## وصلات خارجية
- مقالات تستعمل روابط فنية بلا صلة مع ويكي بيانات